# Haha

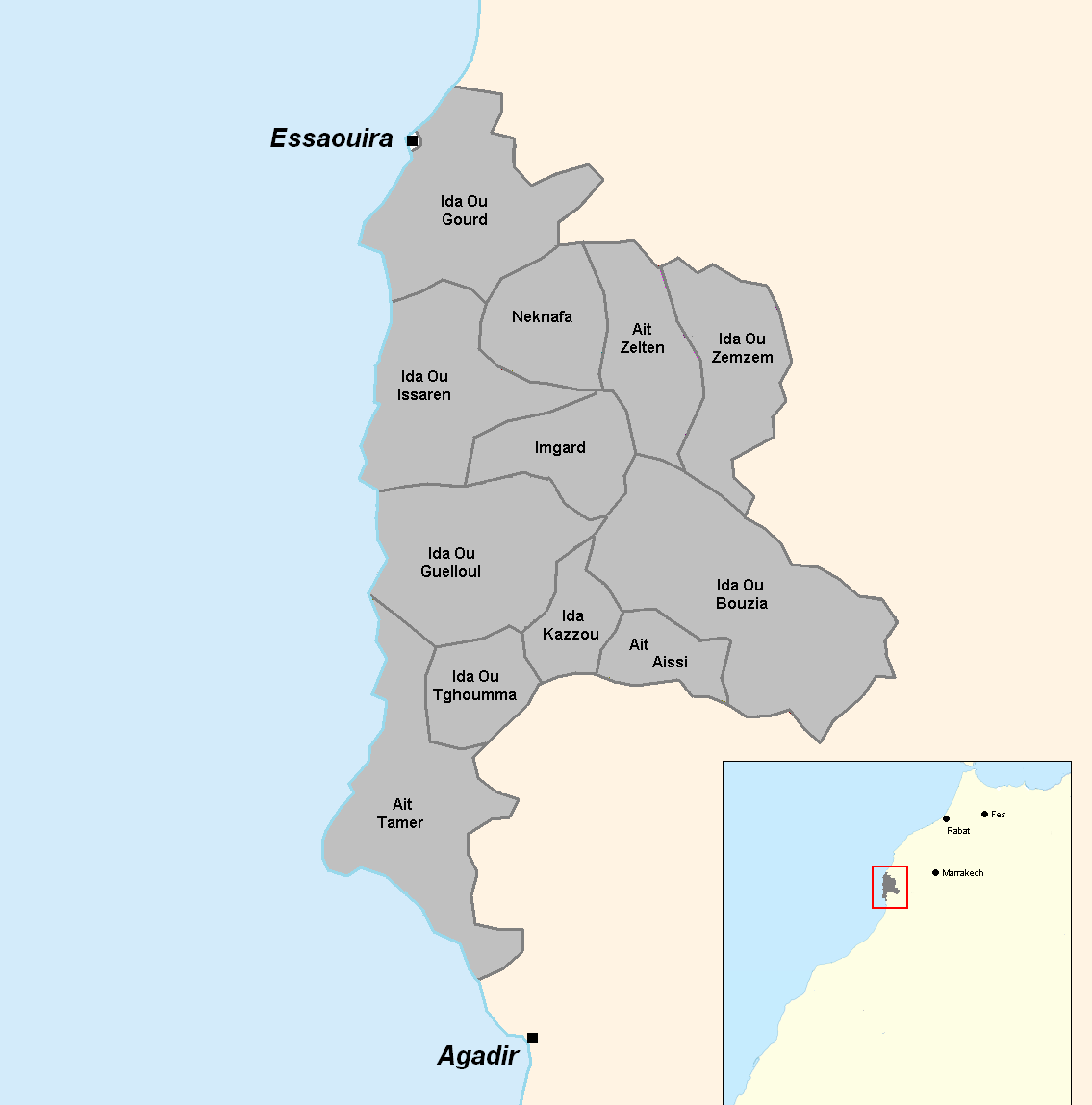
Mapa representativo de los lugares que habitan los Haha.

Los haha o ihahan (bereber Iḥaḥan) (árabe حاحا Ḥāḥā) son un pueblo bereber en el Alto Atlas Occidental en Marruecos. Ellos mismos se identifican como una tribu de la chleuh, y hablan el idioma tashelhit, el más común entre los bereberes. Su región se extiende a lo largo de la ciudad de Esauira, hacia el sur hasta el valle de Sous, principalmente en la costa atlántica. Sus vecinos del norte son los chiadma, que tienen una cultura similar, pero son de habla árabe.